# Idaea eupitheciata
Idaea eupitheciata är en fjärilsart som beskrevs av Achille Guenée 1858. Idaea eupitheciata ingår i släktet Idaea och familjen mätare. Inga underarter finns listade i Catalogue of Life.